# عاطفه احمدی
عاطفه احمدی (زادهٔ ۳ دی ۱۳۷۹) اسکی‌باز اهل ایران است. او تنها زن ایرانی شرکت‌کننده در المپیک زمستانی پکن بود، وی در سال ۱۴۰۱ به کشور آلمان پناهنده شد.
او برندهٔ مدال طلا در رقابت‌های بین‌المللی اسکی آلپاین ترکیه (۱۳۹۶) بود.

## مهاجرت به کشور آلمان
عاطفه احمدی در تاریخ ۸ بهمن ۱۴۰۱ مهاجرت خود به کشور آلمان را علنی کرد و به این موضوع اشاره کرد که از این به بعد زیر پرچم کشور آلمان بازی خواهد کرد، رئیس فدراسیون اسکی در اولین واکنش خود به مهاجرت عاطفه احمدی گفت: «امیدوارم خبر پناهندگی عاطفه احمدی درست نباشد» ولی بعد از مدتی در دومین واکنش خود گفت: «شوکه شده‌ایم!»